# Duncan (Arizona)
Duncan es un pueblo ubicado en el condado de Greenlee en el estado estadounidense de Arizona. En el Censo de 2010 tenía una población de 696 habitantes y una densidad poblacional de 124,7 personas por km².

## Geografía
Duncan se encuentra ubicado en las coordenadas 32°45′00″N 109°5′18″O / 32.75000, -109.08833. Según la Oficina del Censo de los Estados Unidos, Duncan tiene una superficie total de 5.58 km², de la cual 5.58 km² corresponden a tierra firme y (0%) 0 km² es agua.

## Demografía
Según el censo de 2010, había 696 personas residiendo en Duncan. La densidad de población era de 124,7 hab./km². De los 696 habitantes, Duncan estaba compuesto por el 80.89% blancos, el 1.15% eran afroamericanos, el 1.72% eran amerindios, el 0% eran asiáticos, el 0.14% eran isleños del Pacífico, el 12.5% eran de otras razas y el 3.59% pertenecían a dos o más razas. Del total de la población el 33.76% eran hispanos o latinos de cualquier raza.